# Proportionalskrift
Proportionalskrift er en skrift, hvor bogstaverne ikke er lige bredde. Proportionalskrifter er anbefalelsesværdige til næsten alle former for tryksager, hvorfor langt de fleste skrifter også er af denne art. Proportionalskriftens modsætning er den monospatierede skrift, hvor alle tegn er lige brede.